# Leopoldo Fróes
Leopoldo Constantino Fróes da Cruz, mais conhecido apenas como Leopoldo Fróes (Niterói, 30 de setembro de 1882 – Davos, 2 de março de 1932),  foi um ator, compositor, letrista e cantor brasileiro.

## Biografia
Leopoldo Fróes desde pequeno, sempre sonhou em ser ator, mas seus pais eram completamente contra isso e não permitiram que ele seguisse seus sonhos. Formou-se então em Direito e seu pai lhe conseguiu um cargo diplomático.
Foi trabalhar em Paris, mas nunca era visto na Embaixada. Começou sua carreira de ator, então estreando no teatro em Portugal, em O rei maldito.
Em 1915, voltou ao Brasil e foi contratado pela Companhia de Dias Bragas. Depois de um tempo montou sua primeira empresa com a atriz Lucília Peres, de quem se separou depois de dois anos.
Fez grande sucesso no Rio de Janeiro e São Paulo entre 1917 e 1927. No cinema, trabalhou em Perdida (1916) e Minha Noite de Núpcias (1931). Escreveu para o teatro duas peças em três atos:Mimosa e Outro amor. Deve-se a Leopoldo Fróis a primeira tentativa séria, depois de João Caetano, de dar à arte cênica e sobretudo a dicção brasileira valor de curso estético.
Leopoldo Fróes faleceu no dia 1º de março de 1932. Durante a filmagem do filme Noite de Núpcias, o ator apanhou resfriado que evoluiu para uma tuberculose, sendo internado no Sanatório Davos-Platz, onde veio a falecer.

## Causa social
Além de todo esse fascínio pelos palcos, por atuar, interpretar e improvisar, Leopoldo Fróes tinha grande paixão pelo social.  Em 1918, conseguiu juntar alguns amigos do meio artístico e jornalistas, como: Eduardo Leite, Mário Magalhães, Irineu Marinho, entre outros, para abraçarem uma causa social. Fundaram então o "Retiro dos Artistas", uma associação que pudesse acolher os artistas que não tinham mais amparo, que precisassem de ajuda.
Em 1919, Leopoldo junto com seu grupo de amigos, conseguiu a doação de um terreno, de propriedade de Frederico Figner, em Jacarepaguá, no Rio de Janeiro, aonde foi montado então o Retiro, que teve como primeiros moradores o casal Madalena e Domingos Marchisio.
O Retiro dos Artistas criado por Leopoldo Fróes existe até hoje. Com aproximadamente trinta e cinco casas, o lugar presta assistência a muitos artistas idosos que não têm lugar para morar.

## Filmografia
| Ano  | Título                 | Personagem            |
| ---- | ---------------------- | --------------------- |
| 1916 | Perdida                | Ricardo de Toneleiros |
| 1917 | A Viuvinha do Cinema   | —                     |
| 1931 | Minha Noite de Núpcias | João Pestana          |